# Valeriana longiflora
Valeriana longiflora är en kaprifolväxtart. Valeriana longiflora ingår i släktet vänderötter, och familjen kaprifolväxter.

## Underarter
Arten delas in i följande underarter:
- V. l. longiflora
- V. l. paui